# Мале Руди
Мале Руди (пол. Małe Rudy, нім. Ruden) — село в Польщі, у гміні Шубін Накельського повіту Куявсько-Поморського воєводства.
Населення — 219 осіб (2011).
У 1975—1998 роках село належало до Бидгощського воєводства.

## Демографія
Демографічна структура станом на 31 березня 2011 року:
|          | Загалом | Допрацездатний вік | Працездатний вік | Постпрацездатний вік |
| -------- | ------- | ------------------ | ---------------- | -------------------- |
| Чоловіки | 110     | 31                 | 75               | 4                    |
| Жінки    | 109     | 24                 | 62               | 23                   |
| Разом    | 219     | 55                 | 137              | 27                   |